# 1622
سنة 1622 هي سنة بسيطة تبدأ يوم السبت من التقويم الميلادي وسنة بسيطة تبدأ يوم الثلاثاء حسب التقويم يولياني.

## أحداث
- تأسيس مدينة أوميو وتقع حاليا في السويد.
- بداية الحروب الهندية الأمريكية في 1622 والتي انتهت في 1924.
- 7يناير-ألمانيا وترانسيلفانيا توقعان وثيقة السلام نيكوبراغ (Peace of Nikolsburg).
- 8فبراير-الملك جيمس الأول يحل البرلمان الإنكليزي.

## مواليد
- 1يناير-إسحاق سيوين(Isaac Sweers)الأميرال الألماني(مات عام 1673).

## وفيات
- وليام بافين ولد عام 1584،مستكشف إنكليزي.